# Neděle církevního roku
Každá neděle církevního roku má nějaký svůj význam, který dává celému následujícímu týdnu, který následuje (tj. týden začíná touto nedělí a končí sobotou) anebo končí (tj. týden začíná pondělkem a končí touto nedělí).
V latinském obřadu jsou neděle v adventu vždy čtyři. Počet jiných nedělí, označených pořadím (tj. neděle po Vánocích, neděle po Zjevení Páně, neděle po sv. Trojici) se může rok od roku měnit dle toho, jak to zrovna v kalendáři vyjde – zejména s ohledem na dobu Velikonoc.

## Seznam nedělí církevního roku latinského obřadu
- první neděle adventní (první neděle církevního roku)
- druhá neděle adventní
- Gaudete „Radujte se“ – Filipanům 4,4 (3. neděle adventní)
- čtvrtá neděle adventní
- první neděle po Vánocích
- druhá neděle po Vánocích
- první neděle po Zjevení Páně
- druhá neděle po Zjevení Páně
- třetí neděle po Zjevení Páně
- Poslední neděle po Zjevení Páně
- Septuagesimae (70 dní před Velikonocemi)
- Sexagesimae (60 dní před Velikonocemi)
- Estomihi „Budiž mi pevnou skalou“ – Žalm 31,3 (masopustní neděle)
- Invocavit „Vzývati mne bude a vyslyším jej“ – Žalm 91,15 (1. neděle postní)
- Reminiscere „Rozpomeň se na slitování svá, Hospodine“ – Žalm 25,6 (2. neděle postní)
- Oculi „Stále upínám oči své k Hospodinu“ – Žalm 25,15 (3. neděle postní)
- Laetare „Veselte se s Jeruzalémem“ – Izaiáš 66,10 (4. neděle postní)
- Judica „Dopomoz mi, Bože, k právu“ – Žalm 43,1 (5. neděle postní)
- Palmarum – Květná neděle (6. neděle postní)
- Velikonoční neděle
- Quasimodogeniti „Jako novorozené děti“ – 1. epištola Petrova 2,2
- Misericordias Domini „Milosrdenství Hospodinova plná je země“ – Žalm 33,5
- Jubilate „Plésej Bohu všecka země!“ – Žalm 66,1
- Cantate „Zpívejte Pánu píseň novou“ – Žalm 98,1
- Rogate „Modlete se!“
- Exaudi „Vyslyš mne, Hospodine!“ – Žalm 27,7
- Neděle svatodušní (Letnice)
- Neděle svaté Trojice Nejsvětější Trojice
- 1. neděle po sv. Trojici
- 2. neděle po sv. Trojici
- 3. neděle po sv. Trojici
- 4. neděle po sv. Trojici
- 5. neděle po sv. Trojici
- 6. neděle po sv. Trojici
- 7. neděle po sv. Trojici
- 8. neděle po sv. Trojici
- 9. neděle po sv. Trojici
- 10. neděle po sv. Trojici
- 11. neděle po sv. Trojici
- 12. neděle po sv. Trojici
- 13. neděle po sv. Trojici
- 14. neděle po sv. Trojici
- 15. neděle po sv. Trojici
- 16. neděle po sv. Trojici
- 17. neděle po sv. Trojici
- 18. neděle po sv. Trojici
- 19. neděle po sv. Trojici
- 20. neděle po sv. Trojici
- 21. neděle po sv. Trojici
- 22. neděle po sv. Trojici
- 23. neděle po sv. Trojici
- 24. neděle po sv. Trojici
- slavnost Ježíše Krista Krále (poslední neděle církevního roku)